# Ryan Dungey
Ryan Michael Dungey, conegut com a Ryan Dungey   (Belle Plaine, 4 de desembre de 1989), és un antic pilot professional de motocròs nord-americà. Va competir als Campionats AMA entre el 2006 i el 2017 i en va guanyar quatre títols de motocròs i cinc de supercross. A banda, va guanyar tres vegades seguides el Motocross des Nations amb la selecció dels Estats Units.
L'any 2023 fou incorporat a l'AMA Motorcycle Hall of Fame.

## Biografia

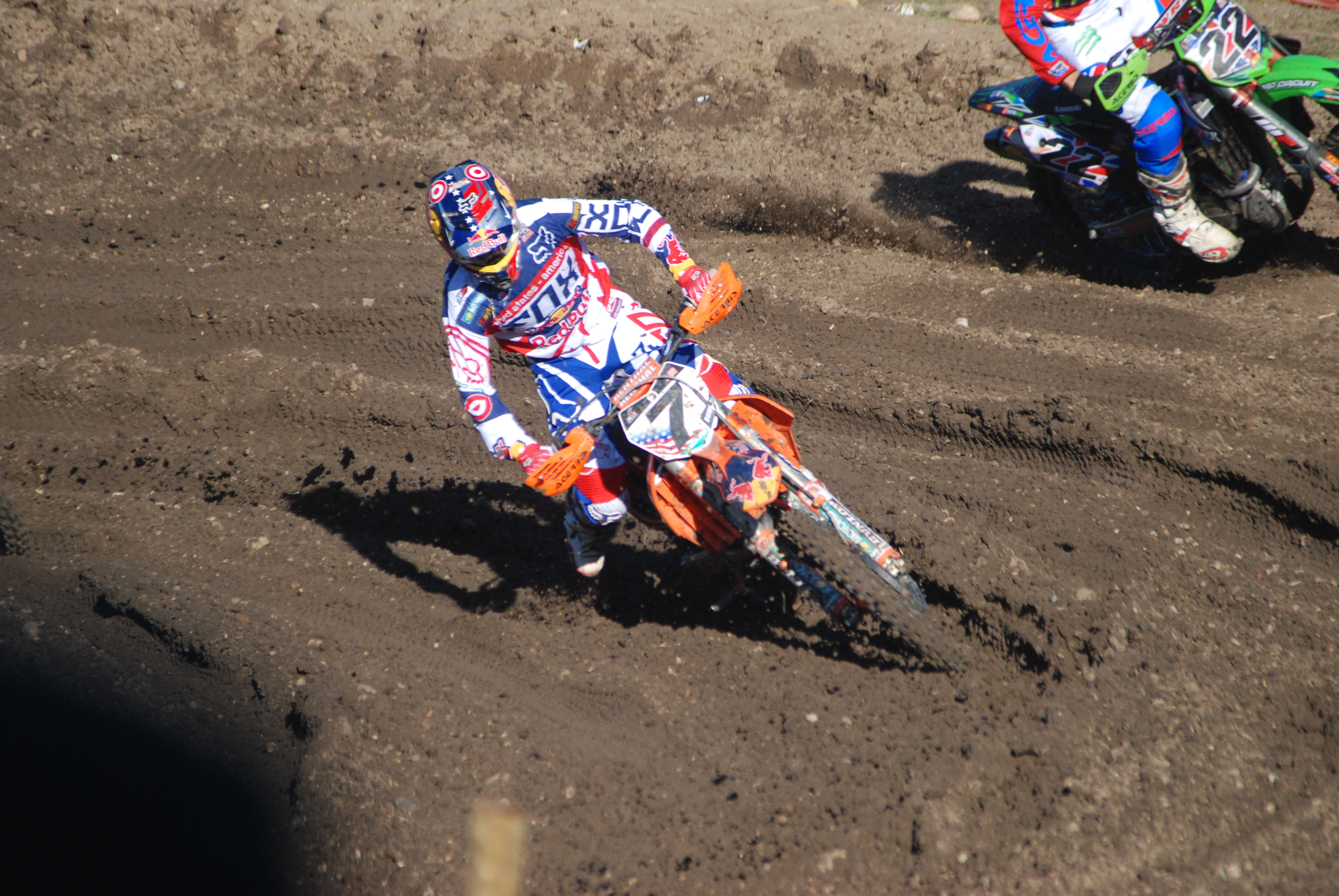
Al Motocross des Nations del 2013

Ryan Dungey va començar a córrer en motocicleta des de ben petit, passant de minibikes a motocicletes de major cilindrada amb els anys. El 2005, a 15 anys, va guanyar el Loretta Lynn's Amateur Championship, un campionat d'aficionats. Aquest èxit cridà l'atenció de Suzuki, que el fitxà i el va fer debutar en una cursa de meitat de temporada del campionat AMA, celebrada al circuit Spring Creek de Millville (Minnesota), on acabà setè. El 2007, la seva primera temporada completa com a professional, va guanyar la primera cursa del campionat de supercross de la Regió Est sorprenent a tothom i va acabar la temporada amb quatre victòries i el títol de Rooky of the Year.
El 2008 era el favorit per al títol de supercross de la Regió Oest. Després d'un bon començament, a la segona meitat de la temporada va anar minvant els seu avantatge inicial davant de Jason Lawrence, fins que va acabar perdent el títol a la darrera cursa per només tres punts. El 2009 va guanyar el seu primer títol de supercross, amb quatre victòries, per davant de Jake Weimer. Aquell mateix any fou també campió de motocròs, resultat que repetí el 2010, aquest cop ja a la categoria reina, els 450cc. El 2011, el seu darrer any amb Suzuki, va quedar tercer al campionat de supercross i segon al de motocròs. Del 2009 al 2011, a més, va guanyar el Motocross des Nations amb la selecció americana.
El 2012, Dungey va passar a l'equip Red Bull de KTM. En supercross obtingué quatre victòries, però patí una lesió que li va fer perdre cinc curses i, de retruc, el campionat, que guanyà Ryan Villopoto. En motocròs, en canvi, obtingué el seu tercer títol després d'haver dominat àmpliament la temporada amb 18 victòries. Les temporades de 2013 i 2014 no va poder revalidar cap dels seus títols, però del 2015 al 2017 en va guanyar quatre més: els de supercross i motocròs el 2015 i el de supercross els anys 2016 i 2017.
Ryan Dungey es va retirar de les competicions el 2017, però el 2022 va arribar a un acord amb KTM per a disputar les dues primeres proves del campionat AMA de motocròs. Finalment, en va córrer dotze i va acabar sisè a la general.

## Palmarès

### Títols per any
| Any  | Equip  | Campionat             | Classe       |
| ---- | ------ | --------------------- | ------------ |
| 2009 | Suzuki | AMA Supercross        | 250cc (West) |
| 2009 | Suzuki | AMA Motocross         | 250cc        |
| 2009 | Suzuki | Motocross des Nations | -            |
| 2010 | Suzuki | AMA Supercross        | 450cc        |
| 2010 | Suzuki | AMA Motocross         | 450cc        |
| 2010 | Suzuki | Motocross des Nations | -            |
| 2011 | Suzuki | Motocross des Nations | -            |
| 2012 | KTM    | AMA Motocross         | 450cc        |
|      |        |                       |              |
| 2015 | KTM    | AMA Supercross        | 450cc        |
| 2015 | KTM    | AMA Motocross         | 450cc        |
| 2016 | KTM    | AMA Supercross        | 450cc        |
| 2017 | KTM    | AMA Supercross        | 450cc        |

1. 1 2 3 4  Rang de Campionat del Món FIM

### Resum
- 4 Campionat AMA de motocròs (3 x 450cc, 1 x 250cc)
- 5 Campionats AMA de Supercross (4 x 450cc, 1 x 250cc)
- 3 Motocross des Nations
- 4 Campionats del Món de supercross

### Resultats per any als campionats AMA
Font:
(Llegenda)
| Any Campionat | Rda 1 | Rda 2 | Rda 3 | Rda 4 | Rda 5 | Rda 6 | Rda 7 | Rda 8 | Rda 9 | Rda 10 | Rda 11 | Rda 12 | Rda 13 | Rda 14 | Rda 15 | Rda 16 | Rda 17 | Posició mitjana | % Podis | Ràtio Top 5 | Posició |
| ------------- | ----- | ----- | ----- | ----- | ----- | ----- | ----- | ----- | ----- | ------ | ------ | ------ | ------ | ------ | ------ | ------ | ------ | --------------- | ------- | ----------- | ------- |
| 2008 SX-W     | 1     | 2     | 1     | 7     | 11    | 6     | 4     | -     | -     | -      | -      | -      | -      | -      | -      | 1      | 1      | 3,78            | 56%     | 6/9         | 2n      |
| 2008 250 MX   | 4     | 2     | 2     | 3     | 11    | 14    | 2     | 2     | 1     | 1      | 2      | 1      | -      | -      | -      | -      | -      | 3,75            | 75%     | 10/12       | 2n      |
| 2009 SX-W     | 3     | 1     | 1     | -     | 2     | 4     | 1     | -     | -     | -      | -      | -      | -      | -      | 1      | 4      | 2      | 2,38            | 78%     | 9/9         | 1r      |
| 2009 250 MX   | 1     | 3     | 1     | 2     | 5     | 5     | 1     | 1     | 2     | 3      | 4      | 2      | -      | -      | -      | -      | -      | 2,50            | 75%     | 12/12       | 1r      |
| 2010 450 SX   | 2     | 1     | 1     | 4     | 6     | 4     | 2     | 1     | 2     | 2      | 1      | 2      | 5      | 1      | 4      | 4      | 1      | 2,53            | 65%     | 16/17       | 1r      |
| 2010 450 MX   | 8     | 1     | 1     | 1     | 1     | 1     | 1     | 1     | 1     | 1      | 6      | 1      | -      | -      | -      | -      | -      | 2,00            | 83%     | 10/12       | 1r      |
| 2011 450 SX   | 2     | 5     | 3     | 3     | 20    | 2     | 2     | 2     | 3     | 4      | 3      | 1      | 3      | 2      | 5      | 3      | 2      | 3,88            | 76%     | 16/17       | 3r      |
| 2011 450 MX   | 2     | 8     | 2     | 3     | 1     | 2     | 1     | 1     | 2     | 3      | 2      | 1      | -      | -      | -      | -      | -      | 2,33            | 92%     | 11/12       | 2n      |
| 2012 450 SX   | 3     | 1     | 2     | 4     | 4     | 3     | 2     | 1     | 2     | DNS    | DNS    | DNS    | DNS    | DNS    | 6      | 1      | 1      | 2,50            | 75%     | 11/12       | 3r      |
| 2012 450 MX   | 2     | 2     | 1     | 1     | 1     | 1     | 1     | 1     | 1     | 1      | 1      | 1      | -      | -      | -      | -      | -      | 1,17            | 100%    | 12/12       | 1r      |
| 2013 450 SX   | 3     | 8     | 6     | 3     | 1     | 3     | 3     | 6     | 4     | 2      | 2      | 3      | 2      | 1      | 4      | 3      | 2      | 3,12            | 71%     | 14/17       | 3r      |
| 2013 450 MX   | 2     | 2     | 1     | 2     | 1     | 1     | 10    | 2     | 3     | 3      | 2      | 2      | -      | -      | -      | -      | -      | 2,58            | 92%     | 11/12       | 2n      |
| 2014 450 SX   | 2     | 3     | 6     | 4     | 20    | 4     | 2     | 3     | 1     | 3      | 3      | 3      | 9      | 7      | 2      | 6      | 2      | 4,71            | 59%     | 12/17       | 2n      |
| 2014 450 MX   | 1     | 2     | 3     | 4     | 2     | 3     | 1     | 2     | 1     | 1      | 3      | 2      | -      | -      | -      | -      | -      | 2,08            | 92%     | 12/12       | 2n      |
| 2015 450 SX   | 4     | 3     | 2     | 2     | 1     | 3     | 1     | 2     | 1     | 1      | 1      | 2      | 1      | 2      | 1      | 2      | 1      | 1,76            | 95%     | 17/17       | 1r      |
| 2015 450 MX   | 2     | 3     | 1     | 1     | 2     | 5     | 2     | 1     | 1     | 1      | 1      | 1      | -      | -      | -      | -      | -      | 1,75            | 92%     | 12/12       | 1r      |
| 2016 450 SX   | 2     | 1     | 1     | 1     | 2     | 1     | 2     | 1     | 2     | 3      | 3      | 1      | 1      | 1      | 3      | 4      | 1      | 1,65            | 95%     | 17/17       | 1r      |
| 2016 450 MX   | 2     | 1     | 2     | OUT   | OUT   | OUT   | OUT   | OUT   | OUT   | OUT    | OUT    | OUT    | -      | -      | -      | -      | -      | 1,67            | 100%    | 3/3         | 17è     |
| 2017 450 SX   | 2     | 2     | 1     | 3     | 2     | 4     | 3     | 1     | 2     | 4      | 3      | 3      | 2      | 4      | 2      | 1      | 4      | 2,53            | 76%     | 17/17       | 1r      |
| 2022 450 MX   | 5     | 7     | 6     | 5     | 7     | 7     | 5     | 12    | 6     | 5      | 6      | 8      | -      | -      | -      | -      | -      | 6,58            | 0%      | 4/12        | 6è      |